# Cantigas de Santa Maria

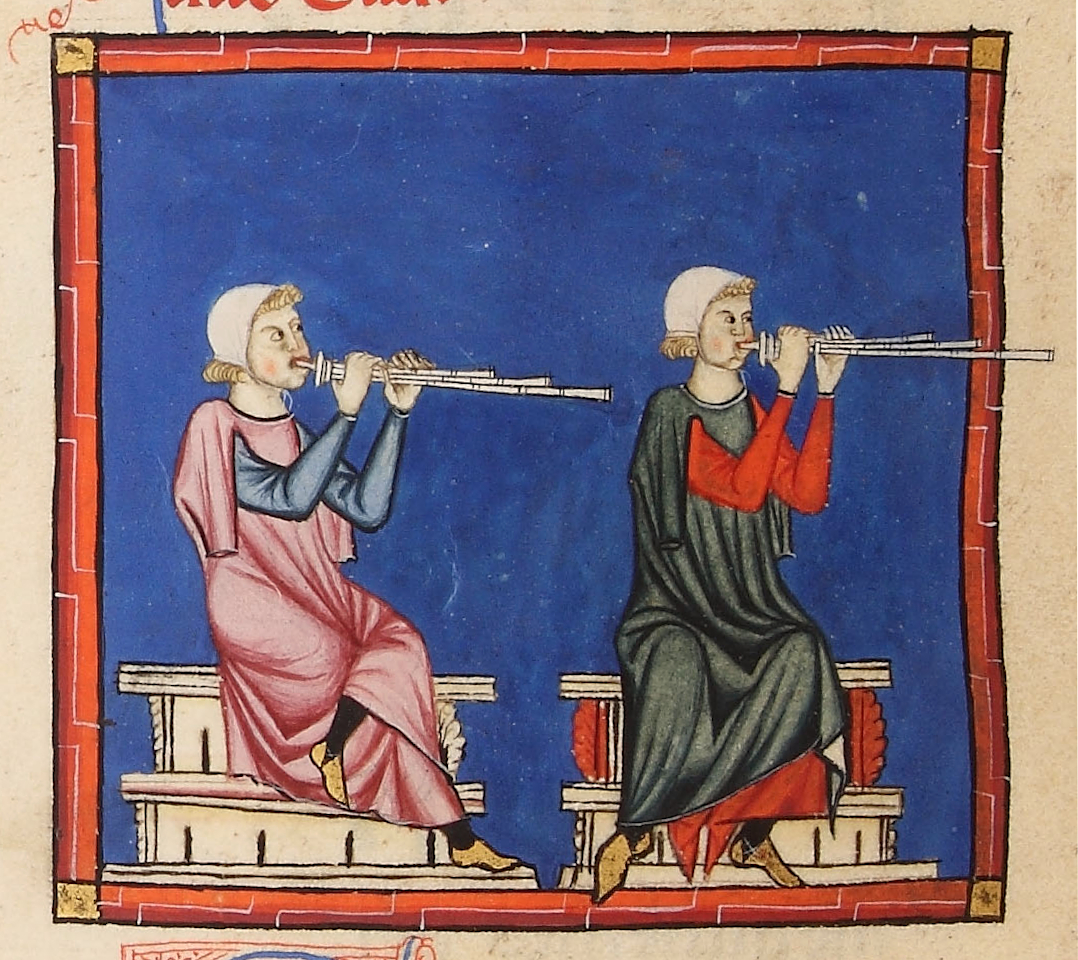
Illustrazione del Codice E delle Cantigas

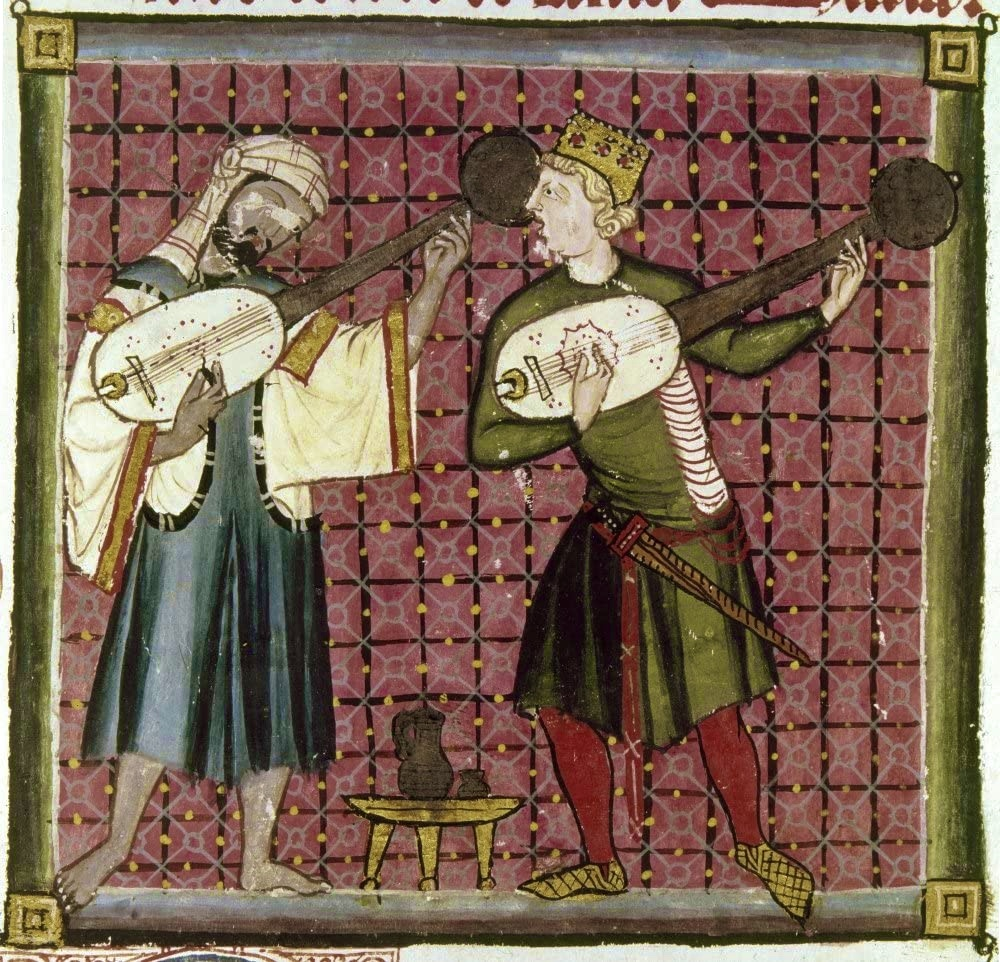
Un'altra illustrazione delle Cantigas: due sonatori di baldosa

Le Cantigas o Cántigas de Santa Maria sono canti monofonici spagnoli del XIII secolo in onore della Vergine Maria e dei suoi miracoli, contenute in un codice musicale. Vennero raccolti per il re Alfonso il Saggio, un amante della poesia e della musica, e sono ora conservate a Madrid e Firenze in quattro manoscritti, che contengono anche raffigurazioni pittoriche di strumenti e suonatori.
Si tratta di una raccolta di 420-427 composizioni in lode alla Vergine Maria. La maggioranza sono cantigas che raccontano miracoli avvenuti tramite l'intercessione di Maria; integrano inoltre l'opera:
- le Cantigas das Cinco Festas de Santa María;
- le Cinco Cantigas das Cinco Festas do Nostro Señor;
- il Cantar dos Sete Pesares que víu Santa María do seu fillo;
- una maia.

La devozione mariana, in auge in questo secolo, vedeva in genere la partecipazione di frati, chierici e cavalieri, mentre il re incitava nelle sue cántigas poeti e giullari a dedicare i loro sforzi e la loro ispirazione alla « Santa Dama ».

## Storia

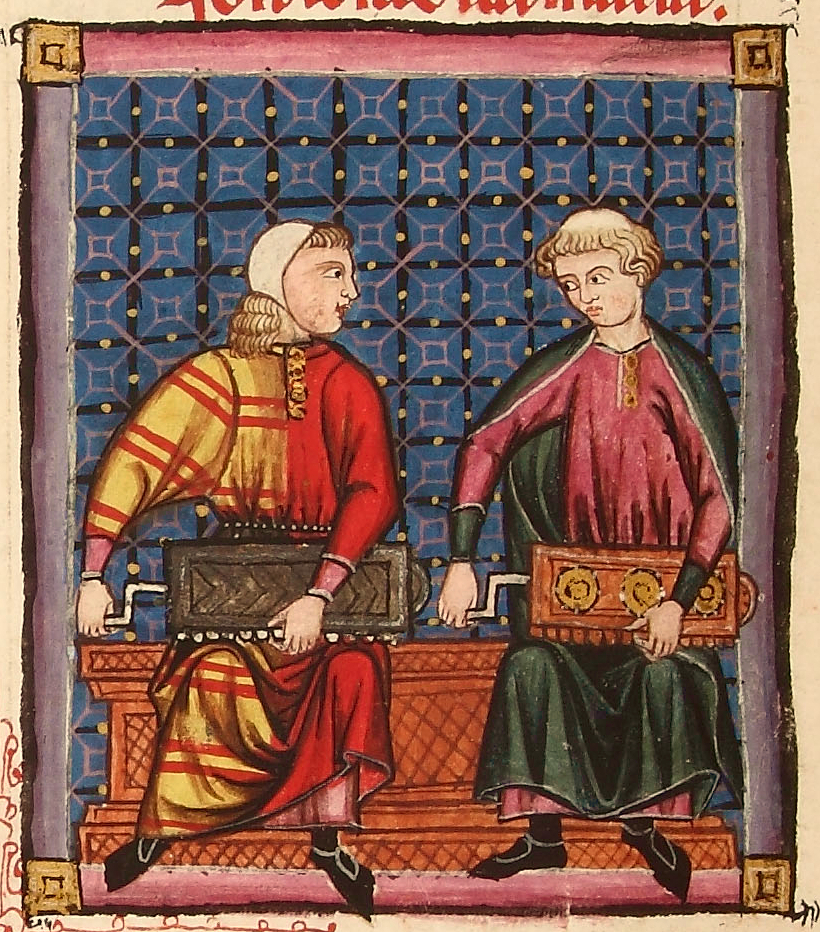
Miniatura delle Cantigas de Santa María.

La prima segnalazione del vocabolo si ha nel Cronica general scritta nel 1280. L'origine del termine potrebbe derivare sia dal latino càntiga, sia dal celtico can-tica e i primordi di queste composizioni si possono far risalire all'arte trovadorica e all'area galaico-portoghese, che ebbero un tale successo da indurre Alfonso X ad utilizzarne sia la lingua sia la forma.
Tre sono i manoscritti principali pervenuti sino a noi: si tratta dell'Ajuda, scritto nella seconda metà del XIII secolo, del Colocci-Brancuti e di quello Vaticano comprendente 1205 composizioni. Gli autori di queste antologie sono sia appartenenti a classi elevate, aristocratici e cortigiani, sia della borghesia oppure giullari di umili origini però protetti nelle corti.
Alfonso X divenne celebre per le sue cantigas mariane e quindi a sfondo religioso, mentre sempre in quel periodo si diffusero le cantigas de amigo, semplici e popolaresche, melodiose e malinconiche, che evidenziano qualche contatto con le kharge mozarabiche in lingua arabo-ebraica composte nell'XI secolo. Furono proprio le cantigas de amigo a sopravvivere nel tempo influenzando e ispirando la poesia lirica medioevale.

## Autorialità
Esistono dubbi sulla paternità diretta del re Alfonso X il Saggio, ma nessuno dubita della sua partecipazione come compositore in almeno una decina di esse. Un'ipotesi basata su di una nota del manoscritto toledano attribuisce al proprio re la paternità di un centinaio di cantigas. Probabilmente, sono opere personali del monarca le loas e quei miracoli riferiti nella sua propria biografia o, forse, quelli che gli causarono un'impressione più forte, essendo le rimanenti attribuite ai collaboratori che facevano parte della sua corte poetica.

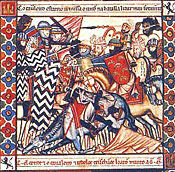
Scena di battaglia

Una citazione del prologo delle sue cantigas, sosterrebbe l'ipotesi dell'autorialità personale del monarca:
W. Mettmann, autore di un'edizione critica dei testi delle Cantigas, crede che al poeta e trovatore galiziano Airas Nunes si possano attribuire molte di esse. La questione della paternità non è risolta, anche se con il tempo e le ricerche va maturando l'idea di una partecipazione diretta del re.

## Codici
Delle Cantigas de Santa María ci sono quattro codici conservati, provenienti tutti dalla corte del re Alfonso X.
- Il Codice Toledano, che appartenne alla Cattedrale di Toledo fino al 1869 e che ora si conserva nella Biblioteca Nazionale di Madrid (ms. 10069), è la prima raccolta uscita dallo scrittoio del re, dopo il 1257. Il manoscritto consta di 160 fogli di pergamena a due colonne, in lettere francesi del secolo XIII e contiene 128 composizioni con notazione musicale, trascritte e riprodotte nel 1922 dal musicologo Julián Ribera.[3]
- Il secondo codice, il più ricco, si conserva alla Biblioteca di El Escorial (codice J. b. 2), e contiene 417 cantigas, illustrate con 40 miniature, e reca notazione musicale. È costituito da 361 fogli di pergamena scritte in due colonne con lettere francesi del XIII secolo.
- Inoltre si conserva a El Escorial un altro codice (J. b. 1) con 198 cantigas, notazione musicale e 1275 miniature raggruppate in lamine di sei quadri, che danno all'opera un gran valore iconografico e pittorico. Sono 256 fogli di pergamena scritti in due colonne a lettere francesi del XIII secolo.
- Il codice di Firenze, conservato nella Biblioteca Nazionale di questa città, contiene 104 cantigas, delle quali due non appaiono negli altri codici e altre offrono varianti di un certo interesse. È incompleto, con strofe mancanti, con molte vignette disegnate e con le linee della notazione musicale in bianco. Sono 131 fogli scritti con lettere gotiche del XIII secolo e generalmente a due colonne.

## Fonti scritte
La raccolta di cantigas alfonsine derivano principalmente da fonti scritte, le più importanti delle quali sono le collezioni latine di miracoli della Vergine, sebbene si possano rintracciare le orme di una o due fonti in lingua romanza.
In quanto alle fonti della letteratura orale, bisogna considerare i racconti di miracoli del folclore spagnolo e tedesco (dato che la madre di Alfonso X era Beatrice di Svevia, nipote dell'imperatore Federico Barbarossa) e anche le esperienze personali del re. Questi esempi del proprio autore hanno il loro parallelo negli exempla dei sermoni popolari dei predicatori, che raccontavano casi presuntamente autobiografici onde aumentare l'interesse narrativo.

## Classificazione
Le Cantigas de Santa María si possono dividere in due gruppi: 
- Il primo formato dalle «Cantigas de Nuestra Señora», nelle quali il tema è incentrato sulle lodi alla Vergine Santa María ed è un vero sunto di storie, miracoli, e racconti relazionati alla Vergine, sia per intercessione diretta che per gli amori mistici che la sua figura genera nelle anime devote.
- Il secondo, più ridotto, sono le cantigas de loor (cantigas di lode), componimenti più solenni, profondi, quasi mistici, nei quali invece di cantare i miracoli della Vergine si riflette sopra di lei, come in una preghiera. Queste cantigas adottano la forma di inni sacri come quelli che si eseguivano nella liturgia, ma che servivano allo stesso tempo come intrattenimento letterario e musicale nelle corti palatine e feste profane, e da qui trasmesse dai giullari e menestrelli al folclore della tradizione popolare.

## Trascendenza
L'opera ha grande importanza da un triplice punto di vista: letterario, musicale e pittorico.
Dal punto di vista della storia della musica, è considerata la raccolta di musica cortigiana monodica più importante del XIII secolo. Alfonso X di Castiglia ereditò da suo padre Fernando III la sua Cappella musicale che riuniva interpreti e compositori di varie culture e che formavano parte della corte alfonsina, similmente alla sua Scuola di traduttori o scriptorium regio. Da loro sembra essere circondato in alcune delle miniature contenute nei manoscritti delle cantigas.
Le melodie sono prese dalla monodia gregoriana, dalla lirica popolare e dalle canzoni dei trovatori, e adottano massimamente la forma di rondò, con un ritornello musicale che si ripete a seguito delle glosse.
I codici della Biblioteca del Escorial sono adornati e profusi di miniature, molte delle quali sono state di importanza capitale per la organografia spagnola, laddove si apprezzano gli strumenti del XIII secolo: organistrum, salterio, liuto, viola ad arco, rebecca, cítara, arpa, tromba, trombetta, castañuelas, cornamuse, dulzaine e molti altri. Si può inoltre vedere come si suonano questi strumenti, i quali è stato possibile riprodurre onde poter suonare questo tipo di musica.
Come manoscritto miniato, si è voluto vedere nelle Cantigas de Santa María la prima alleluia o storia illustrata della penisola iberica, e uno dei primi esempi del fumetto in Occidente, anticipando le risorse sintattiche dell'immagine come continuità cinematografica di spazio e tempo che richiederanno ancora sette secoli per iniziare a svilupparsi.

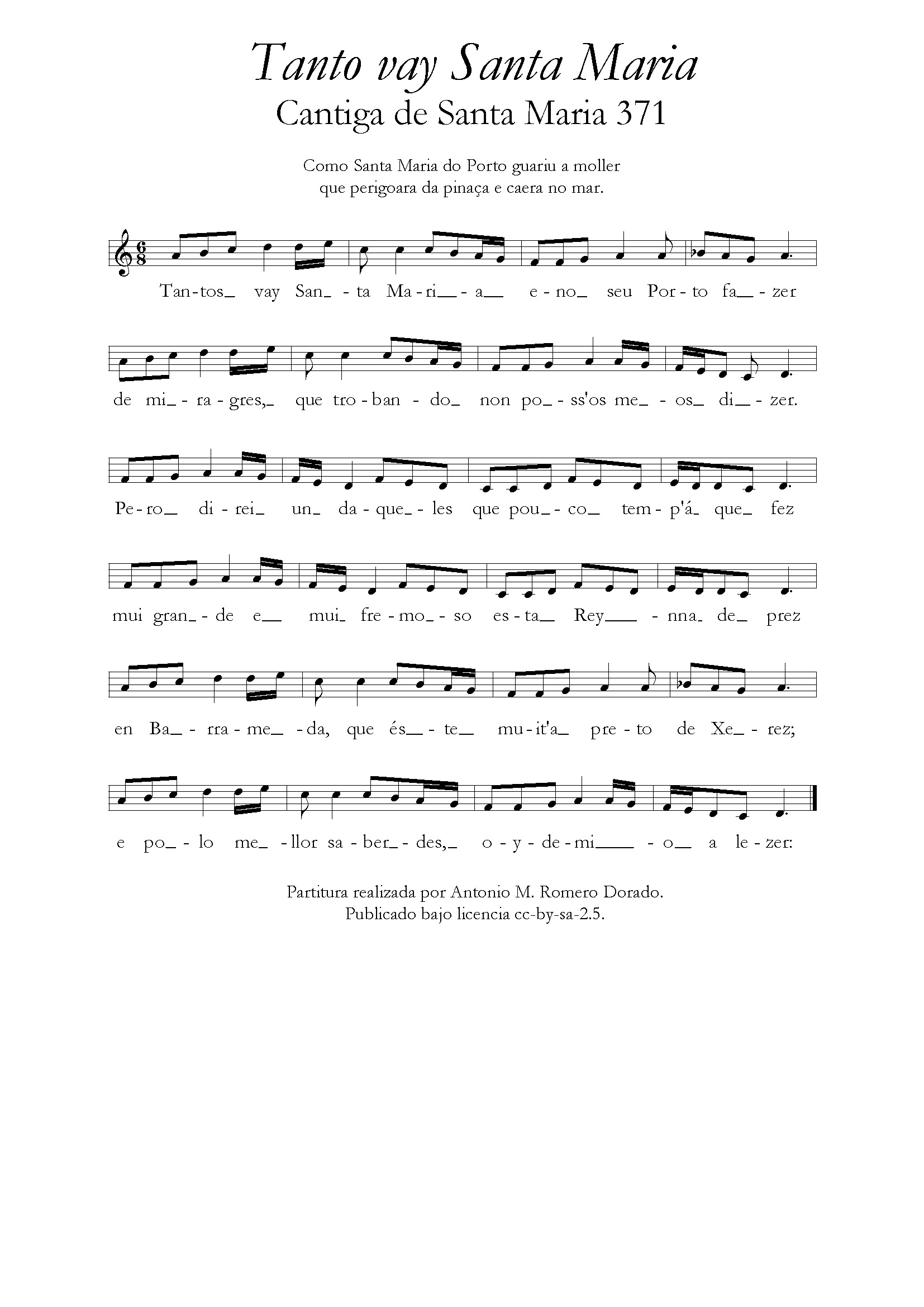
Cantiga de Santa María 100
- Cantiga de Santa María 257
- Cantiga de Santa María 328
- Cantiga de Santa María 345
- Cantiga de Santa María 371

## Multimedia
| Aiuto Cantiga 100: Santa Maria, Strela do Dia ( info file )                                  |
| Aiuto Alfonso X di Castiglia ( info file ) Santa Maria, strela do dia — Versione strumentale |